# Leopoldo O'Donnell

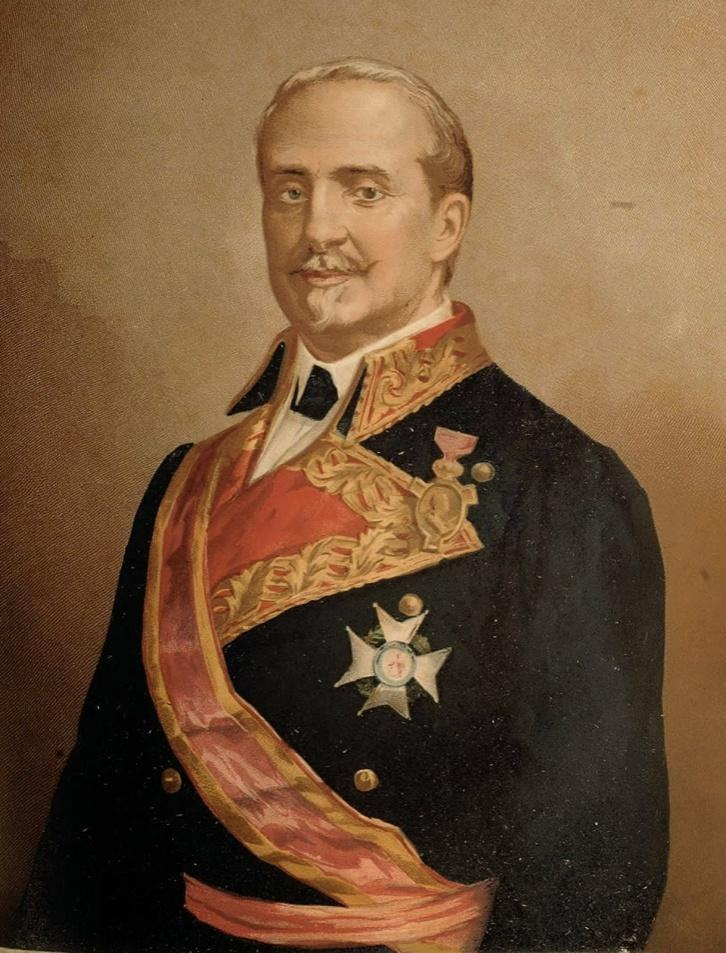
Leopoldo O'Donnell.

Leopoldo O’Donnell y Jorris (Santa Cruz de Tenerife, 12 januari 1809 - Biarritz, 5 november 1867) was een Spaans generaal en politicus die meermaals eerste minister van Spanje was. In 1839 ontving hij de titel "graaf van Lucena" en in 1860 de titel "hertog van Tétouan". Hij stamde uit het oude Ierse geslacht O'Donnell. 

## Levensloop

### Eerste Carlistenoorlogen het regentschap vanBaldomero Espartero
In 1833 koos O'Donnell bij de Eerste Carlistenoorlog de zijde van de weduwe van Ferdinand VII, Maria Christina, die regeerde in naam van haar toen nog minderjarige dochter Isabella II. In 1839 werd hij op een leeftijd van dertig jaar bevorderd tot kapitein-generaal van Aragón, Valencia en Murcia. Vanuit dit ambt leidde hij militaire acties tegen de carlistische troepen. Voor zijn successen bij de veldslagen in de regio rond Lucena kreeg hij in 1839 de titel "Graaf van Lucena" en werd hij bevorderd tot luitenant-generaal.
Toen na het einde van de Eerste Carlistenoorlog regentes Maria Christina in 1840 werd afgezet en vervangen door de progressieve generaal Baldomero Espartero, leidde O'Donnell in 1841 een opstand in Pamplona waarbij geëist werd dat Maria Christina in haar macht werd hersteld. De opstand mislukte echter en O'Donnell vluchtte in ballingschap naar Frankrijk.

### De regeerperiode van de gematigden
Toen Espartero in 1843 als regent werd afgezet, keerde O'Donnell terug naar Madrid en werd hij benoemd tot kapitein-generaal van Cuba. Dit bleef hij tot in december 1848, waarna hij benoemd werd tot directeur-generaal van de militaire academie van de infanterie in Toledo. Deze functie behield hij tot in 1851.

### De machtsovername door de progressisten
In juni 1854 speelde O'Donnell een belangrijke rol in de rellen tegen de gematigde regeringen en tegen de invloed van de koninklijke raadgevers. Nadat er in februari 1854 al opstanden waren geweest in Zaragoza en in juni in enkele andere grootsteden, maakte O'Donnell in juli 1854 een manifest openbaar waarin hij pleitte voor een ceremonieel koningschap, de uitbreiding en het naleven van enkele fundamentele rechten zoals het stemrecht en persvrijheid, een belastingverlaging, een wat meer op economie gerichte politiek, meer zelfbestuur voor de gemeenschappen enzovoort. Het manifest werd echter genegeerd en de opstanden bleven voortduren. De regering kon echter de protesten onderdrukken. Toen de progressisten zich echter bij de opstand wilden aansluiten, zag koningin Isabella zich gedwongen om de progressistische kopstukken Espartero en O'Donnell meer macht te geven. Espartero werd eind juli 1854 benoemd tot eerste minister en O'Donnell tot minister van Oorlog. Vervolgens kwamen er in oktober nieuwe parlementsverkiezingen waarbij de Cortes Generales verkozen werd als grondwetgevende vergadering. Ook O'Donnell kandideerde voor de Cortes en werd op 4 oktober 1854 verkozen. Het beleid van de progressisten focuste zich op een economisch gerichte politiek, wetten inzake het aanleggen van spoorwegen, inbeslagname van kerkgoederen door de overheid en een hervorming van het bankwezen. Ook werd er geprobeerd om de burgerlijke vrijheden uit te breiden in een nieuwe grondwet, maar de grondwet werd verworpen door het parlement.

### De gematigden opnieuw aan de macht
Dit laatste leidde tot verschillende opstanden over heel Spanje en in juli 1856 werd O'Donnell benoemd tot de nieuwe eerste minister. Het bleek echter snel dat hij geen meerderheid achter zich had in het parlement en de koningin besloot de Cortes te ontbinden. Hiermee werden de debatten over een nieuwe grondwet plots afgebroken en de oude grondwet, die van 1845, werd terug ingesteld. Dit leidde tot meningsverschillen tussen de koningin en O'Donnell, waarna O'Donnell ontslag nam als eerste minister. Vervolgens werd de gematigde Ramón María Narváez y Campos aangesteld tot eerste minister. De verkiezingen van de Cortes in maart 1857 brachten een grote meerderheid voor de gematigden teweeg. Vervolgens werden alle wetten die onder de progressisten waren aangenomen weer ongedaan gemaakt, behalve die van de inbeslagname van kerkgoederen en die van de regelingen in verband met het zelfbestuur van de steden en de provincies.

### De lange machtsperiode van de liberalen
Vanaf 1854 pleitte O'Donnell meer en meer dat politici uit verschillende strekkingen het Spaanse liberalisme moesten samenbrengen. In 1858 vormde hij de door hem geleide Liberale Unie die zowel bestond uit progressisten als gematigden. De Liberale Unie bevatte ook een gelijk gewicht tussen de progressistische ideeën van vrijheid en de gematigde ideeën van orde. Op 30 juni 1858 stelde O'Donnell vervolgens een nieuwe regering samen, waarin hij het premierschap en de ministerschappen van Oorlog en Overzeese Gebieden bezette. Hij bleef premier tot in januari 1863 en was daarmee de langste premier ononderbroken in functie tijdens de regeerperiode van Isabella II.

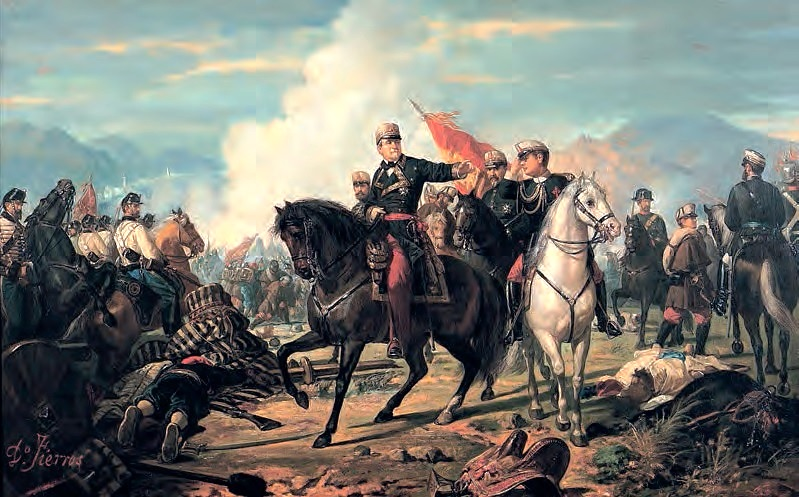
O'Donnell bij de slag bij Tétouan.

Zijn aanwezigheid in Madrid werd echter onderbroken door de Spaans-Marokkaanse Oorlog van 1859-1860 waarin hij zich meevocht. Hij nam echter geen ontslag als premier en voerde het opperbevel van de Spaanse troepen. De inname van Tétouan zorgde voor een overeenkomst met de Marokkaanse koning en de oorlog werd snel beëindigd. Wegens zijn successen in deze oorlog kreeg hij van de koningin de titel hertog van Tétouan.
Toen de koningin in 1863 het verlangen van Leopoldo O'Donnell om nieuwe verkiezingen uit te schrijven niet wou volgen, nam hij ontslag. In september 1864 werd Ramón Narváez opnieuw eerste minister.

### De laatste regering van O'Donnell

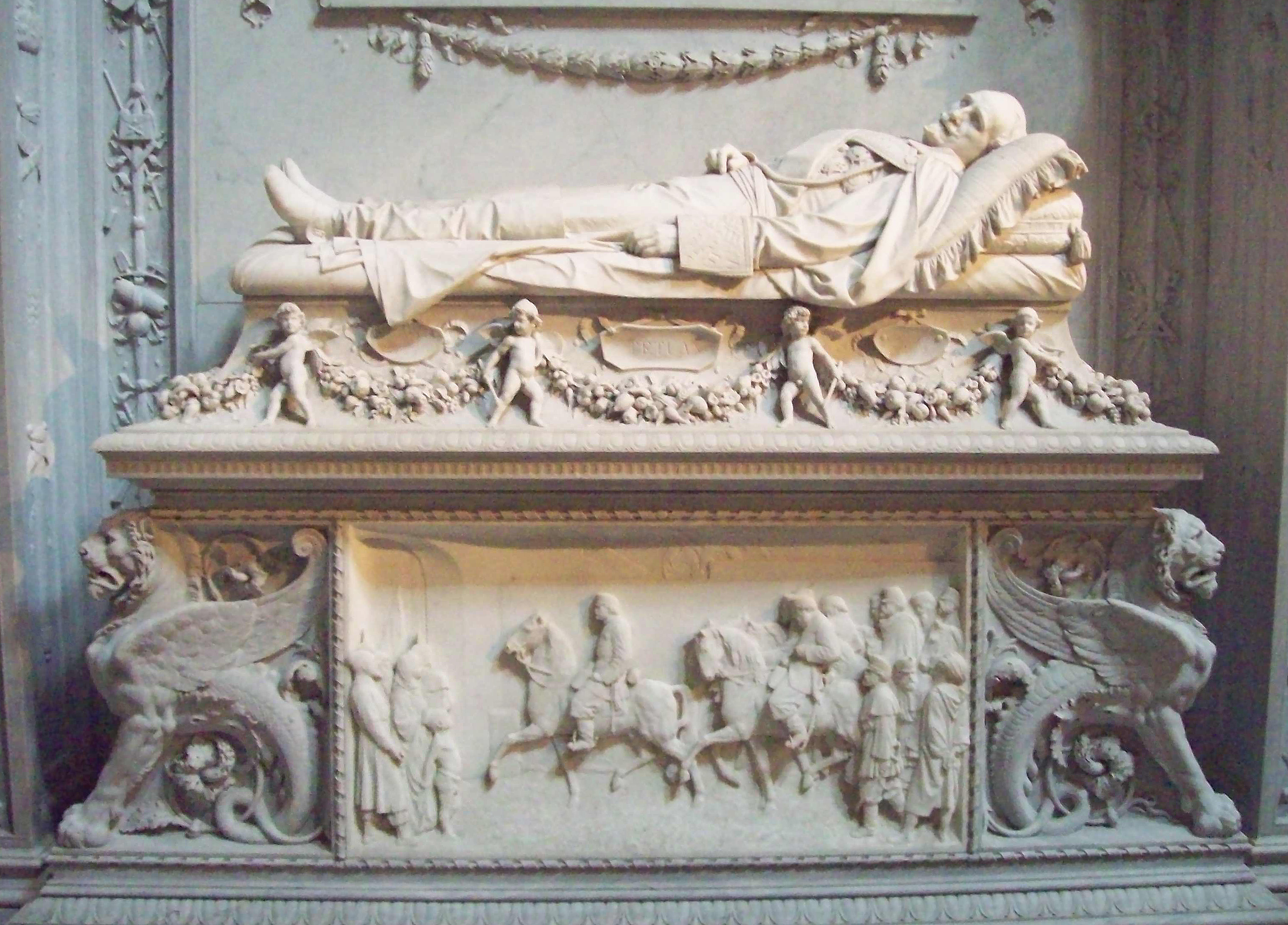
Het mausoleum van Leopoldo O'Donnell in Madrid.

Na studentenonrusten in april 1865 die zeer hard neergeslagen werd door de militairen, verloor Narváez de steun van de publieke opinie en nam kort nadien ontslag als eerste minister. Vervolgens werd O'Donnell op 21 juni 1865 opnieuw benoemd tot eerste minister.
Op 22 juni 1866 leidde een poging tot muiterij in de kazerne San Gil in Madrid ondersteund door progressisten en democraten tot straatgevechten tussen muiters en koningsgezinde troepen in Madrid. Dit zorgde ervoor dat koningin Isabella het vertrouwen verloor in O'Donnell, waarna Narváez op 16 juli 1866 opnieuw eerste minister werd.
Op 5 november 1867 overleed O'Donnell in Biarritz, waar hij wegens gezondheidsproblemen verbleef.
- Biblioteca Nacional de España: XX1519189
- Catàleg d'autoritats de noms i títols de Catalunya: 981058612351806706
- Gemeinsame Normdatei: 118786741
- International Standard Name Identifier: 0000 0000 3383 5005
- Library of Congress Control Number: n81007085
- Nationale Bibliotheek van Israël: 987007271875005171
- Nederlandse Thesaurus van Auteursnamen: 071965432
- SNAC: w6pg2xq6
- Système universitaire de documentation: 197367089
- Virtual International Authority File: 54944438
- WorldCat: E39PBJvXdvWgv38vDXBhfCbTpP